# Dolno Lakotcherey
Dolno Lakotcherey (en macédonien Долно Лакочереј) est un village du sud-ouest de la Macédoine du Nord, situé dans la municipalité d'Ohrid. Le village comptait 728 habitants en 2002.

## Démographie
Lors du recensement de 2002, le village comptait :
- Macédoniens : 727
- Serbes : 1